# Micranthes foliolosa
Micranthes foliolosa — вид трав'янистих рослин родини ломикаменеві (Saxifragaceae), поширений у Північній Америці, Північній Європі і Північній Азії. Етимологія: лат. folium — «листя», лат. osus — прикметниковий суфікс іменників, означає повноту або помітність.

## Опис
Це багаторічні поодинокі трав'янисті рослини. Квіткові стебла до 15(20) см, як правило, по одній на розетку, але іноді кілька. Листки чергові, усі в базальних розетках, 0.5–2 см завдовжки, рівномірно звужуються до основи, краї в проксимальній частині цілі, в дистальній частині різко зубчасті з більш-менш трикутними зубцями, голі за винятком багатоклітинних волосків на краях, темно-зелені. Суцвіття 2(5)-квіткові (іноді поодинокі квіти), у верхній 1/3 або менше на квітучому стеблі, волоть із короткими відгалуженнями. Квіти радіально-симетричні з 5 вільними чашолистками і пелюстками. Чашолистки короткі, 1–2 × 1.0–1.2 мм, довгасті, тупі або підгострі, червоно-крапчасті. Пелюстки 4–5 × 1–2 мм, ланцетні або вузько яйцеподібні, тупі або гострі, білі. Тичинок 10, з яскраво-червоними пиляками і пилком. Капсули зеленого до пурпурно кольору. 
Вегетативне розмноження лише цибулинками. Вид виробляє велику кількість цибулинок, які падають на землю. Цибулинки може бути з'їдені, наприклад, оленями або куріпками.

## Поширення
Європа (Фарерські о-ви, Фінляндія, Ісландія, Норвегія [вкл. Шпіцберген], Швеція), Азія (Росія), Північна Америка (Ґренландія, Канада, США). Поширений у високогірних або субальпійських зонах. Населяє скелі, приступки, моховиті тундри поблизу річок.